# Charles Cornwallis (2e baron Cornwallis)
Pour les articles homonymes, voir Cornwallis.
Charles Cornwallis, 2e baron Cornwallis d'Eye (1632 - 13 avril 1673) est un propriétaire foncier et homme politique anglais qui siège à la Chambre des communes de 1660 à 1662, lorsqu'il hérite de la pairie sous le nom de baron Cornwallis.

## Biographie
Il est né à Culford, dans le Suffolk, fils de Frederick Cornwallis (1er baron Cornwallis) et de sa femme Elizabeth Ashburnham, fille de John Ashburnham et d'Elizabeth Richardson, 1re Lady Cramond. Il est le neveu de John Ashburnham (en). Les parents de Cornwallis vivent la plupart du temps à Londres. Son père est royaliste et partisan de Charles Ier, tandis que sa mère est une dame d'honneur de la reine.
Cornwallis et ses trois frères et sœurs sont élevés à Culford Hall par leur grand-mère, Lady Jane, qui est alors mariée à son deuxième mari, Nathaniel Bacon. Leur maison, Culford Hall, est construite par le beau-père de Lady Jane, Nicholas Bacon, 1er baronnet. C'est par Lady Jane que Culford Hall arrive finalement de Bacon à Frederick pour devenir le domicile des comtes de Cornwallis.

## Carrière
En avril 1660, Cornwallis est élu député pour Eye au Parlement de la Convention. Il est créé Chevalier du bain le 23 avril 1661. En 1661, il est réélu député d'Eye au Parlement Cavalier et siège jusqu'en 1662, date à laquelle, à la mort de son père, il hérite de la pairie.
Il est mort à l'âge de 41 ans et est enterré à Culford.

## Famille
À 19 ans, il épouse Margaret Playsted (décédée en 1668), fille de Thomas Playsted d’Arlington, dans le Sussex oriental. Ils ont onze enfants mais, comme leurs deux fils aînés sont morts jeunes, leur fils Charles lui succède. Il est enterré sous un monument dans l'église St. Mary's, Culford. L'église Sainte-Marie est construite par Sir Stephen Fox, le père de leur belle-fille, Elizabeth .